# Peponapis pruinosa
Peponapis pruinosa är en biart som först beskrevs av Thomas Say 1837.  Peponapis pruinosa ingår i släktet Peponapis och familjen långtungebin. Inga underarter finns listade i Catalogue of Life.

## Bildgalleri

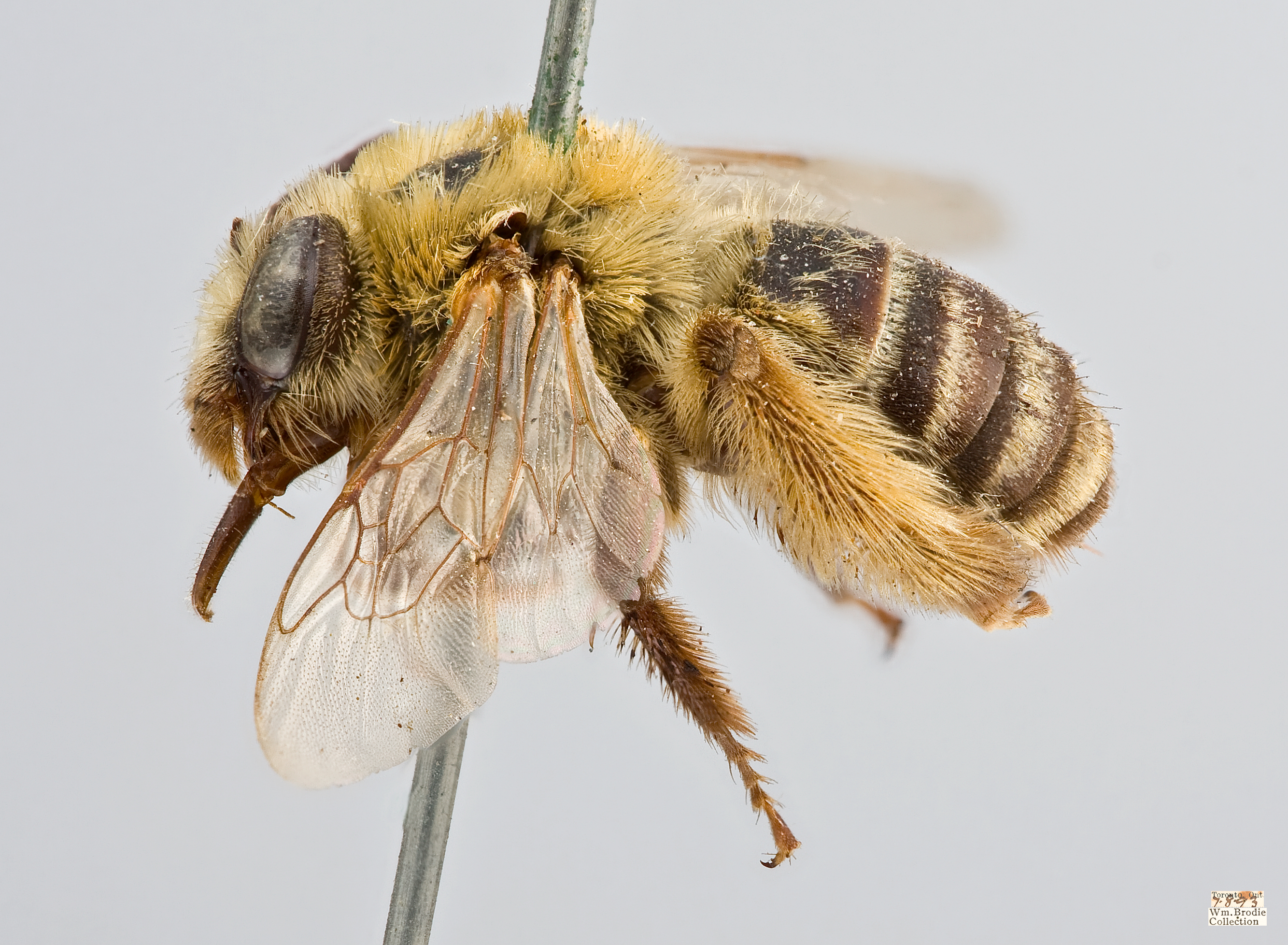
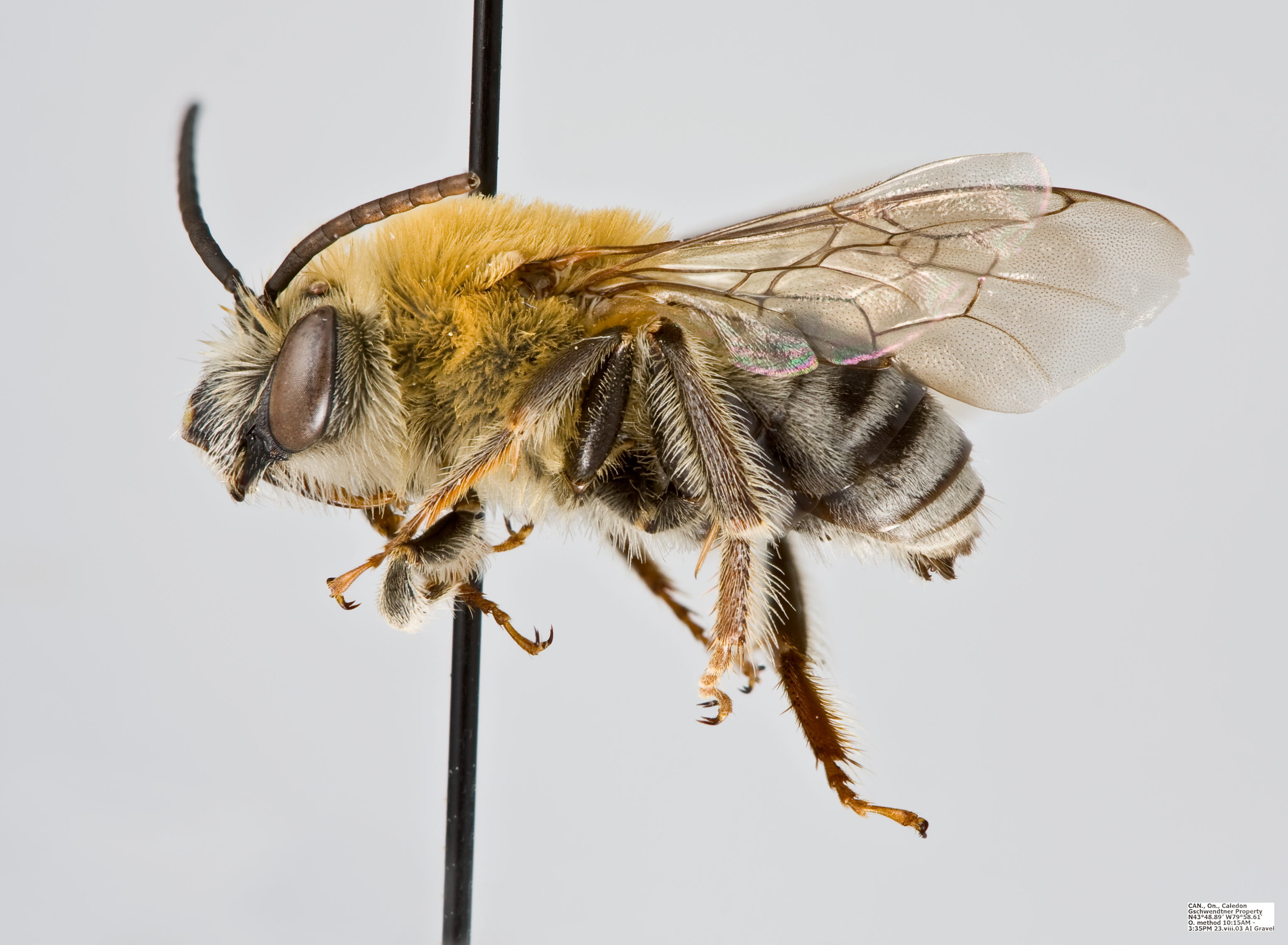